# Alfabeto tifinague
O alfabeto tifinague (em neo-tifinague: Tifinaɣ [tifinagh] em berbere romanizado) é um alfabeto usado por alguns povos berberes para escrever línguas berberes. Esse alfabeto não é usado na comunicação ordinária, diária, mas serve para marcar de forma política e simbólica a identidade berbere.

## História
A escrita tifinague original apresenta poucas letras, com pouquíssimas vogais e sua escrita é vertical. É usada tão somente pelos tuaregues, o único povo berbere que ainda usa a antiga escrita líbico-berbere, que é derivada de uma escrita mais antiga, o líbico ou líbio-amazigue. Há registros do uso dessa escrita por povos amazigues (berberes) ao longo do Norte da África e talvez nas Canárias desde o século III a.C. até ao século III d.C.
Trata-se de uma língua de origem fenícia. Seu nome, tifinague, vem possivelmente do fenício tafineqq (letras fenícias), outros atribuem seu nome à expressão fenícia tifin negh, "nossa invenção".
Estudiosos e ativistas da identidade berbere modificaram e adaptaram o alfabeto tifinague original para um neo-tifinague, desenvolvido na Academia Berbere nos anos 1960, com vogais, escrita da esquerda para direita. Mais recentemente fontes para PC estão disponíveis.

## Variantes
- São duas as formas de tifinague:
- A variante oriental usada em Constantina, Argélia, também em aures e na Tunísia. É a versão que foi melhor decifrada pela descoberta de muitas inscrições bilingues numídias em regiões da Líbia e Tunísia. São 24 letras das quais 22 foram decifradas.
- A variante ocidental é mais primitiva, foi usada na costa do Mediterrâneo desde a Cabília até às ilhas Canárias. Usava mais 13 letras do que a versão oriental.
- Essa escrita líbico-berbere era um abjad, sem vogais.
- A escrita era vertical, de baixo para cima, ou da direita para esquerda, apresentando mesmo outras distribuições.
- Não tinha marcação de vogais longas ou curtas.

| Fenício | Som | Líbico-berbere oriental |
| ------- | --- | ----------------------- |
| Aleph   | ʾ   |                         |
| Beth    | b   | Yab                     |
| Gimel   | g   | Yag                     |
| Daleth  | d   | Yad                     |
| He      | h   | Yah                     |
| Waw     | w   | Yaw                     |
| Zayin   | z   | Yaz                     |
| Heth    | ḥ   | Yaḥ                     |

| Fenício | Som | Líbico-berbere oriental |
| ------- | --- | ----------------------- |
| Teth    | ṭ   | Yaṭ                     |
| Yodh    | y   | Yay                     |
| Kaph    | k   | Yak                     |
| Lamedh  | l   | Yal                     |
| Mem     | m   | Yam                     |
| Nun     | n   | Yan                     |
| Samekh  | s   | Yas                     |
| Ayin    | ɛ   |                         |

| Fenício | Som | Líbico-berbere oriental |
| ------- | --- | ----------------------- |
| Pe      | p,f | Yaf                     |
| Sade    | ṣ   | Yaṣ                     |
| Qoph    | q   | Yaq                     |
| Res     | r   | Yar                     |
| Sin     | š   | Yac                     |
| Taw     | t   | Yat                     |
|         | ẓ   | Yat                     |
|         | j   | Yaj                     |

### Tifinague tradicional (tuaregue)
Tradicionalmente, essa escrita não marca as vogais, exceto aquelas do final de palavras. Recentemente houve propostas para a marcação das vogais, como ocorre em certas áreas com o uso de diacríticos árabes aplicados às letras tifinagues.
A forma dos caracteres varia bastante ao longo da extensa área geográfica de uso do tifinague. Também variam as formas (sentidos) da escrita, sendo a mais comum a da direita para a esquerda, havendo, porém, o sentido vertical, de baixo para cima, em antigas inscrições "líbias". Por vezes a escrita tifinague é usada para escrever outras línguas da região, tais como o tagdal, do grupo songai.

### Neo-tifinague

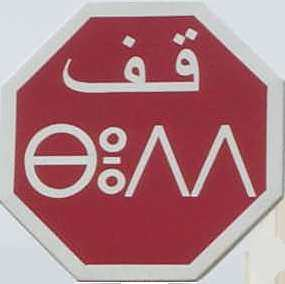
Placa bilíngue de "Stop" em Nador, escrita em arábe e neo-tifinague

Nos anos 1960, um grupo de jovens berberistas da Cabília criaram a Academia Berbere e desenvolveram uma nova versão da escrita, o "neo-tifinag", que é escrito da esquerda para direita, marca as vogais e apresenta mais letras. Foram publicados textos, artigos e revistas nessa escrita que se popularizou entre os cabilas, como no "Movimento Cultural Berbere", no "JS Kabylie", no "Rali pela Cultura e Democracia", sendo adotada nas áreas onde o berbere é falado.
Houve ainda outras propostas de modificações no tifinague: do Instituto nacional de línguas e civilizações orientais (INALCO, França), da Associação Afus Deg Wfus (França), da revista Tifinagh  (Marrocos), por um produto de software da Arabia Ware Benelux (Países Baixos) e do Instituto real da cultura amazigue (IRCAM, Marrocos).
Pessoas que usavam essa escrita eram presas por esse motivo nos anos 1980 e 90. Até pouco tempo não havia nem livros nem websites disponíveis na escrita neo-tifinague. Mesmo ativistas utilizavam o alfabeto latino e mais raramente o árabe, ficando o tifinague apenas para uso simbólico, com os livros e websites em latino ou arábico simplesmente apresentando logotipos ou títulos nessa escrita.
Porém, no Marrocos em 2003, o rei adotou essa escrita como uma das oficiais, visando tomar uma posição neutra na disputa entre os defensores da escrita árabe e da escrita latina. Com isso, livros passaram a ser publicados em tifinague, sendo esse alfabeto ensinado em algumas escolas. Marrocos é único país que tem esse alfabeto como oficial.

## Codificação da escrita neo-tifinague
O neo-tifinague é codificado pelo Unicode de U+2D30 até U+2D7F, desde a versão 4.1.0.  São definidos 55 caracteres, que são de fato os mais utilizados. No ISO 15924 o código para o neo-tifinague é Tfng.
| Código | +0 | +1 | +2 | +3 | +4 | +5 | +6 | +7 | +8 | +9 | +A | +B | +C | +D | +E | +F |
| ------ | -- | -- | -- | -- | -- | -- | -- | -- | -- | -- | -- | -- | -- | -- | -- | -- |
| U+2D30 |    |    |    |    |    |    |    |    |    |    |    |    |    |    |    |    |
| U+2D40 |    |    |    |    |    |    |    |    |    |    |    |    |    |    |    |    |
| U+2D50 |    |    |    |    |    |    |    |    |    |    |    |    |    |    |    |    |
| U+2D60 |    |    |    |    |    |    |    |    |    |    |    |    |    |    |    |    |
| U+2D70 |    |    |    |    |    |    |    |    |    |    |    |    |    |    |    |    |

Tabela de comparação entre "glyph" e sua transliteração
| Cor | Significado                 |
| --- | --------------------------- |
|     | Tifinague básico (IRCAM)    |
|     | Tifinague estendido (IRCAM) |
|     | Outras letras tifinagues    |
|     | Letras modernas tuaregues   |
|     | Posição não usada           |

| Código | Glyph | Unicode | Transliteração | Transliteração | Nome                     |
| Código | Glyph | Unicode | latina         | árabe          | Nome                     |
| ------ | ----- | ------- | -------------- | -------------- | ------------------------ |
| U+2D30 |       | ⴰ       | a              | ا              | ya                       |
| U+2D31 |       | ⴱ       | b              | ب              | yab                      |
| U+2D32 |       | ⴲ       | b              | ٻ              | yab fricativa            |
| U+2D33 |       | ⴳ       | g              | گ              | yag                      |
| U+2D34 |       | ⴴ       | g              | ڲ              | yag fricativa            |
| U+2D35 |       | ⴵ       | dj             | ج              | yadj da Academia Bérbere |
| U+2D36 |       | ⴶ       | dj             | ج              | yadj                     |
| U+2D37 |       | ⴷ       | d              | د              | yad                      |
| U+2D38 |       | ⴸ       | d              | د              | yad fricativa            |
| U+2D39 |       | ⴹ       | ḍ              | ض              | yaḍ                      |
| U+2D3A |       | ⴺ       | ḍ              | ض              | yaḍ fricativa            |
| U+2D3B |       | ⴻ       | e              | ه              | yey                      |
| U+2D3C |       | ⴼ       | f              | ف              | yaf                      |
| U+2D3D |       | ⴽ       | k              | ک              | yak                      |
| U+2D3E |       | ⴾ       | k              | ک              | Tuareg yak               |
| U+2D3F |       | ⴿ       | k              | ک              | yak fricativa            |
| U+2D40 |       | ⵀ       | h b            | ھ ب            | yah = yab Tuareg         |
| U+2D41 |       | ⵁ       | h              | ھ              | yah da Academia Bérbere  |
| U+2D42 |       | ⵂ       | h              | ھ              | yah Tuareg               |
| U+2D43 |       | ⵃ       | ḥ              | ح              | yaḥ                      |
| U+2D44 |       | ⵄ       | ˤ (ε)          | ع              | yaε                      |
| U+2D45 |       | ⵅ       | kh (x)         | خ              | yax                      |
| U+2D46 |       | ⵆ       | kh (x)         | خ              | yax Tuareg               |
| U+2D47 |       | ⵇ       | q              | ق              | yaq                      |
| U+2D48 |       | ⵈ       | q              | ق              | yaq Tuareg               |
| U+2D49 |       | ⵉ       | i              | ي              | yi                       |
| U+2D4A |       | ⵊ       | j              | ج              | yaj                      |
| U+2D4B |       | ⵋ       | j              | ج              | Ahaggar yaj              |
| U+2D4C |       | ⵌ       | j              | ج              | Tuareg yaj               |

| Código | Glyph | Unicode | Transliteração | Transliteração | Nome                                     |
| Código | Glyph | Unicode | latina         | árabe          | Nome                                     |
| ------ | ----- | ------- | -------------- | -------------- | ---------------------------------------- |
| U+2D4D |       | ⵍ       | l              | ل              | yal                                      |
| U+2D4E |       | ⵎ       | m              | م              | yam                                      |
| U+2D4F |       | ⵏ       | n              | ن              | yan                                      |
| U+2D50 |       | ⵐ       | ny             | ني             | yagn Tuareg                              |
| U+2D51 |       | ⵑ       | ng             | ڭ              | yang Tuareg                              |
| U+2D52 |       | ⵒ       | p              | پ              | yap                                      |
| U+2D53 |       | ⵓ       | u w            | و ۉ            | yu = yaw Tuareg                          |
| U+2D54 |       | ⵔ       | r              | ر              | yar                                      |
| U+2D55 |       | ⵕ       | ṛ              | ڕ              | yaṛ                                      |
| U+2D56 |       | ⵖ       | gh (γ)         | غ              | yaγ                                      |
| U+2D57 |       | ⵗ       | gh (γ)         | غ              | yaγ Tuareg                               |
| U+2D58 |       | ⵘ       | gh (γ) j       | غ ج            | Aïr yaγ = yaj Adrar                      |
| U+2D59 |       | ⵙ       | s              | س              | yas                                      |
| U+2D5A |       | ⵚ       | ṣ              | ص              | yaṣ                                      |
| U+2D5B |       | ⵛ       | sh (š)         | ش              | yaš                                      |
| U+2D5C |       | ⵜ       | t              | ت              | yat                                      |
| U+2D5D |       | ⵝ       | t              | ت              | yat fricativo                            |
| U+2D5E |       | ⵞ       | ch (tš)        | تش             | yatš                                     |
| U+2D5F |       | ⵟ       | ṭ              | ط              | yaṭ                                      |
| U+2D60 |       | ⵠ       | v              | ۋ              | yav                                      |
| U+2D61 |       | ⵡ       | w              | ۉ              | yaw                                      |
| U+2D62 |       | ⵢ       | y              | ي              | yay                                      |
| U+2D63 |       | ⵣ       | z              | ز              | yaz                                      |
| U+2D64 |       | ⵤ       | z              | ز              | Tawellemet yaz Arpão                     |
| U+2D65 |       | ⵥ       | ẓ              | ﻈ              | yaẓ                                      |
| U+2D6F |       | ⵯ       | +w             | ۥ+             | Marca de lábio-velarização Tamatart 2D61 |

| Código        | Glyph | Unicode | Transliteração | Transliteração | Nome |
| Código        | Glyph | Unicode | latina         | árabe          | Nome |
| ------------- | ----- | ------- | -------------- | -------------- | ---- |
| U+2D5C U+2D59 |       | ⵜⵙ      | ts             | تس             | yats |
| U+2D37 U+2D63 |       | ⴷⵣ      | dz             | دز             | yadz |

| Código        | Glyph | Unicode | Transliteração | Transliteração | Nome |
| Código        | Glyph | Unicode | latina         | árabe          | Nome |
| ------------- | ----- | ------- | -------------- | -------------- | ---- |
| U+2D5C U+2D5B |       | ⵜⵛ      | ch (tš)        | تش             | yatš |
| U+2D37 U+2D4A |       | ⴷⵊ      | dj             | دج             | yadj |

## Amostra de texto
(Artigo 1 da Declaração Universal dos Direitos Humanos)
Transliteração:
Imdanen, akken ma llan ttlalen d ilelliyen msawan di lḥweṛma d yizerfan-ghur sen tamsakwit d lâquel u yessefk ad-tili tegmatt gar asen.
Em português:
Todos os seres humanos nascem livres e iguais em dignidade e direitos. São providos de razão e consciência e devem agir em relação uns aos outros num espírito de fraternidade.